# Lillträsket (sjö i Finland, Österbotten)
Lillträsket är en sjö i Finland. Den ligger i kommunen Malax i landskapet Österbotten, i den sydvästra delen av landet, 300 km nordväst om huvudstaden Helsingfors. Lillträsket ligger 43 meter över havet. I omgivningarna runt Lillträsket växer i huvudsak blandskog. Arean är 2,1 hektar och strandlinjen är 0,61 kilometer lång. Sjön  ingår i Närpes å huvudavrinningsområde. 
I övrigt finns följande vid Lillträsket:
- Lisansjön (en sjö)
- Träskmossen (en mosse)